# Davit Khinchaguishvili
Pas d'image ? Cliquez ici

a Compétitions nationales et continentales officielles uniquement.

b Matchs officiels uniquement.
Dernière mise à jour le 29 août 2019.
Davit Khinchagishvili (en géorgien : დავით ხინჩაგიშვილი), né le 24 juillet 1982 à Tbilissi, est un ancien joueur géorgien de rugby à XV évoluant au poste de pilier. Il a joué pendant 15 ans en championnat de France au sein des clubs de Béziers, Bourgoin-Jallieu, Brive, du Racing Métro 92 et de Bayonne. Il a également connu 44 sélections avec la Géorgie. Il prend sa retraite sportive à l'issue de la saison 2016-2017.

## Carrière de joueur

### En club
- 2002-2005 : AS Béziers
- 2005-2007 : CS Bourgoin-Jallieu
- 2007-2013 : CA Brive
- 2013-2016 : Racing Métro 92
- 2016-2017 : Aviron bayonnais

### En équipe nationale
Il a disputé son premier match avec l'équipe de Géorgie le 22 février 2003 contre l'équipe d'Espagne.

## Palmarès
- 44 sélections en équipe de Géorgie entre 2003 et 2013
- 4 essais (20 points)
- Sélections par année : 2 en 2003, 3 en 2004, 5 en 2006, 8 en 2007, 7 en 2009, 5 en 2010, 7 en 2011, 3 en 2012 et 4 en 2013

## Référence
1. 1 2 3 4 5  « Davit Khinchaguishvili », sur www.itsrugby.fr (consulté le 28 juin 2017)
2. ↑  (en) « Davit Khinchagashvili », sur stats.espnscrum.com, ESPN (consulté le 29 août 2019).